# Matti Mattsson
Matti Mattsson (ur. 5 października 1993 w Pori) – fiński pływak, specjalizujący się w stylu klasycznym i dowolnym, brązowy medalista igrzysk olimpijskich.
Wicemistrz Europy juniorów z Belgradu (2011) na 200 m stylem klasycznym.
Wystartował na igrzyskach olimpijskich w Londynie w wyścigu na 200 metrów stylem klasycznym, gdzie zajął 17. miejsce z czasem 2:11.81. W Tokio zdobył brązowy medal olimpijski na tym dystansie, ustanawiając czasem 2:07,13 rekord kraju.